# Haras de Strelets
Le haras de Strelets est un haras national du sud-est de l'Ukraine, situé dans les steppes, à l'origine de la sélection de la race de chevaux du même nom.
Il est durement pillé durant la Révolution russe.